# Sepiidae
Los sepíidos o sépidos (Sepiidae) son una familia de moluscos cefalópodos del orden Sepiida. Se distribuyen por las aguas templadas y tropicales del Viejo Mundo y Australia.

## Taxonomía
- Género Metasepia
  - Metasepia pfefferi
  - Metasepia tullbergi
- Género Sepia
- Género Sepiella
  - Sepiella cyanea
  - Sepiella inermis
  - Sepiella penetonica
  - Sepiella mangkangunga
  - Sepiella ocellata
  - Sepiella ornata
  - Sepiella weberi